# Danièle Sallenave
Danièle Sallenave (28 de octubre de 1940) es una escritora francesa nacida en Angers. Normalista, graduada en letras, traductora del idioma italiano (La Divine Mimesis de Pier Paolo Pasolini, Orgie del mismo autor). Es miembro de la Academia Francesa, electa en 2011 para el asiento número 30.

## Datos biográficos
Ha sido profesora de literatura y de historia del cine en la Universidad de París (Nanterre) de 1968 a 2001. Desde septiembre de 2009 emite una crónica semanal por la radiodifusora de France Culture.  El 7 de abril de 2011 fue elegida a la Academia Francesa para el asiento número 30, que ocupó hasta su muerte Maurice Druon. Fue recibida con un discurso del académico Dominique Fernández el 29 de marzo de 2012.

## Obra
- Adieu, P.O.L,(1988)
- Conversations conjugales, P.O.L,(1987)
- La vie fantôme, P.O.L, (1986)
- Un printemps froid,P.O.L,(1983)
- Paysages de ruines avec personnages, Flammarion, 1975
- Le voyage d'Amsterdam ou les règles de la conversation, Flammarion, 1977
- Un printemps froid, Seuil, 1985
- Rome, Autrement, 1986
- La vie fantôme, Seuil, 1988
- Le don des morts, Gallimard, 1991
- Le théâtre des idées, Gallimard, 1991
- Passages de l'Est, Gallimard, 1991
- Villes et villes, Des femmes, 1991
- Le principe de ruine, Gallimard, 1991
- Lettres mortes, Michalon, 1995
- Les Portes de Gubbio, Hachette, 1980/Gallimard, 1995
- Les trois minutes du diable, Gallimard, 1994/1996
- Viol, Gallimard, 1997
- L'Amazone du grand Dieu, Bayard, 1997 À quoi sert la littérature?, Textuel, 1997
- Carnets de route en Palestine occupée: Gaza-Cisjordanie, novembre 1997, Stock, 1998
- D'amour, Gallimard, 2002
- Nos amours de la France - République, identités, régions, en collaboration avec Perico Legasse, Textuel, 2002
- dieu.com, Gallimard, 2003
- La Fraga, Gallimard, 2004
- Quand même, Gallimard, 2006
- Castor de guerre, Gallimard, 2008
- Nous, on n'aime pas lire, Gallimard, 2009
- La vie éclaircie: Réponses à Madeleine Gobeil, Gallimard, 2010
- Sibir. Moscou-Vladivostok, Mai-Juin 2010, Gallimard, 2012

### Traducciones
- Si par une nuit d'hiver un voyageur de Italo Calvino, 1981
- Orgie de Pier Paolo Pasolini,Didascalies, 1988

## Reconocimientos
- 1980 - Premio Renaudot por Les Portes de Gubbio
- 2005 - Premio de literatura de la Academia Francesa
- 2005 - Gran Premio Jean Giono por La Fraga
- 2006 - Premio Marguerite Duras por Quand-même
- 2008 - Premio Jean Monnet, por Castor de guerre[2]
- Caballero de la Legión de Honor
- Oficial de la Orden Nacional al Mérito
- Comendador de Artes y Letras